# Cyryl Kozaczewski
Cyryl Jacek Kozaczewski (ur. 1969 w Radomsku) – polski dyplomata, ambasador Rzeczypospolitej Polskiej w Japonii (2012–2016), dyrektor Biura Polskiego w Tajpej (2021–2025).

## Życiorys
Cyryl Kozaczewski ukończył studia w Instytucie Stosunków Międzynarodowych Uniwersytetu Warszawskiego oraz podyplomowe Centrum Polityki Bezpieczeństwa w Genewie.
Karierę zawodową rozpoczął od aplikacji w departamentach instytucji europejskich. W 1995 rozpoczął służbę dyplomatyczną w Ministerstwie Spraw Zagranicznych RP. W latach 1997–2001 pracował jako referendarz, starszy ekspert i w końcu główny specjalista w Departamencie Polityki Bezpieczeństwa MSZ. Zajmował kolejno stanowiska eksperckie w Departamencie Instytucji Europejskich, w ambasadzie RP w Seulu, w Departamencie Polityki Bezpieczeństwa, a następnie w latach 2001–2005 w Stałym Przedstawicielstwie RP przy NATO w Brukseli. Po powrocie do Warszawy pełnił obowiązki naczelnika Wydziału Nieproliferacji Broni Masowego Rażenia, a następnie Wydziału ds. Organizacji Współpracy i Bezpieczeństwa w Europie w Departamencie Polityki Bezpieczeństwa MSZ.
W 2008 został zastępcą dyrektora w Departamencie Unii Europejskiej, pełniąc jednocześnie funkcję Korespondenta Europejskiego w MSZ. W latach 2010–2012 zajmował stanowisko dyrektora Departamentu Wspólnej Polityki Zagranicznej i Bezpieczeństwa oraz dyrektora politycznego ds. polityki zewnętrznej UE.
Od września 2012 do września 2016 pełnił funkcję Ambasadora Nadzwyczajnego i Pełnomocnego RP w Japonii. W latach 2012–2014, na mocy decyzji Rady Północnoatlantyckiej, realizował w tym kraju także zadania tzw. Punktu Kontaktowego NATO, w ramach oficjalnych relacji Sojuszu Północnoatlantyckiego z państwami będącymi partnerami globalnymi organizacji. Po powrocie z Japonii objął funkcję Dyrektora Politycznego MSZ. 8 listopada 2021 objął stanowisko dyrektora Biura Polskiego w Tajpej. Urzędowanie zakończył w lipcu 2025.
Jest żonaty, ma dwie córki. Zna angielski i francuski.

## Odznaczenia
- Srebrny Krzyż Zasługi – 2019[1][9]
- Złota i Srebrna Gwiazda Orderu Wschodzącego Słońca – Japonia, 2023[10]